# Lijst van oeververbindingen van de Theems

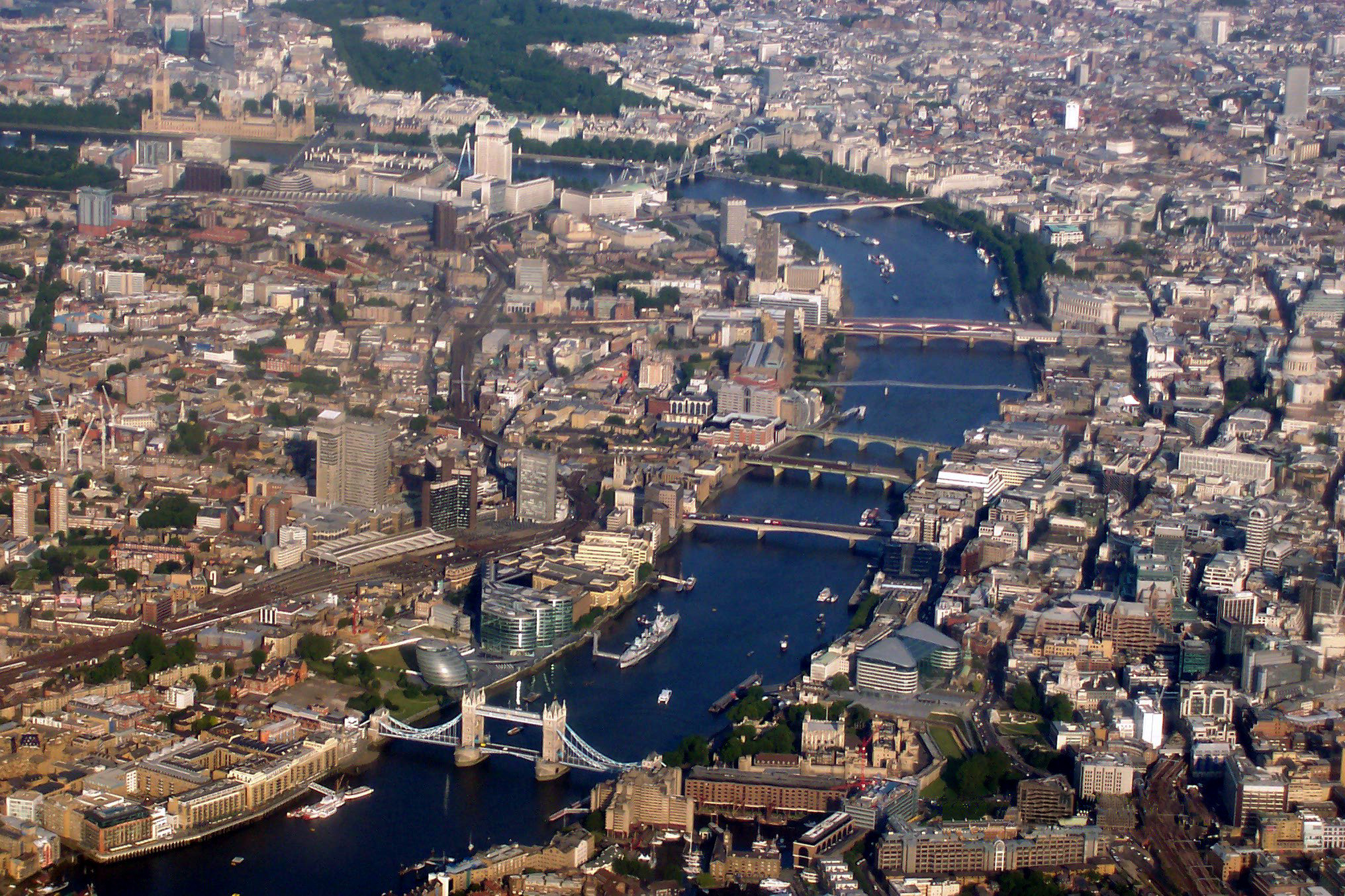
Bruggen over de Theems in het centrum van Londen

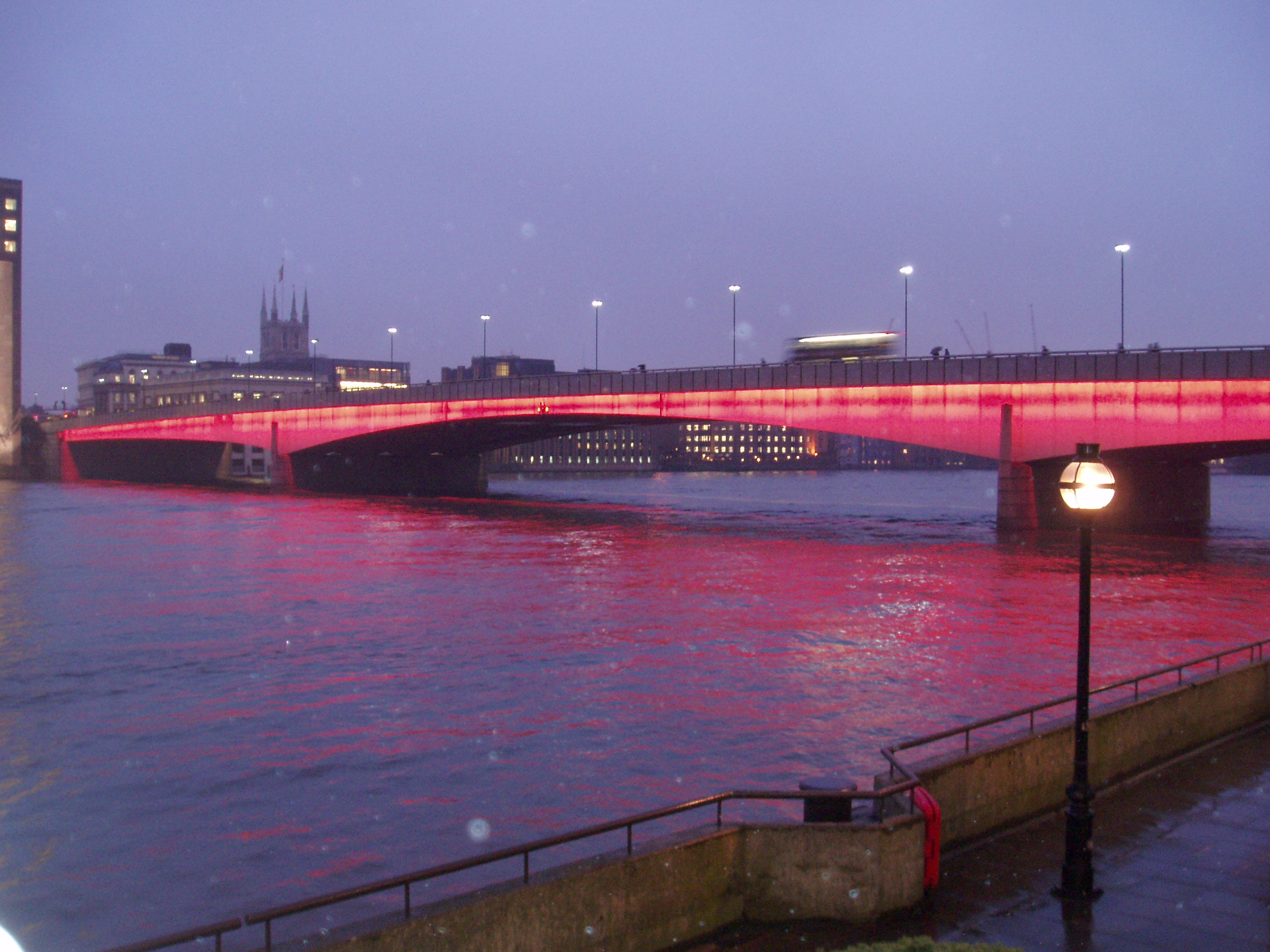
London Bridge in hartje Londen

Dit is een lijst van oeververbindingen van de rivier de Theems inclusief bruggen, tunnels en veerponten. Er zijn 214 bruggen, meer dan twintig tunnels, zes veerdiensten en een voorde. Deze lijst begint aan de benedenstroomse zijde bij de Noordzee en volgt de rivier stroomopwaarts naar de bron. Sommige oeververbindingen zijn openbare voetpaden over sluizen of stuwen. Naast de genoemde veerdiensten bestaan er ook enkele bootdiensten voor forensen en toeristen zowel in Londen als daar buiten. Hoewel deze diensten ook als oversteek gezien kunnen worden, worden ze hier niet genoemd.

## Noordzee tot Londen

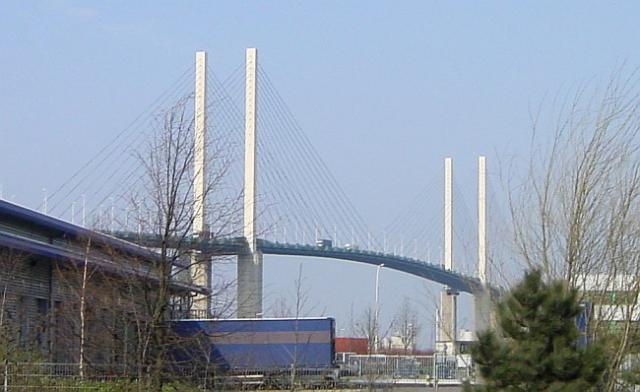
De Queen Elizabeth II Bridge

- voorgestelde Lower Thames Crossing, nog niet formeel bekendgemaakt; mogelijk om het Isle of Grain in Kent met Canvey Island in Essex te verbinden
- Gravesend - Tilbury Ferry, een passagiersveerdienst.
- High Speed 1 spoortunnel van Swanscombe in Kent naar West Thurrock in Essex. (twee tunnels van 2,5 km lang, 7,15 m inwendige diameter)
- Dartford Crossing inclusief twee Dartford Tunnels (1963 en 1980) en de tuibrug Queen Elizabeth II Bridge (1991)
- Dartford Cable Tunnel (2003; tunnel voor een elektriciteitskabel; alleen toegankelijk voor personeel)
- 380 kV Thames Crossing (hoogspanningskabel bij West Thurrock)

## Oostelijk Londen

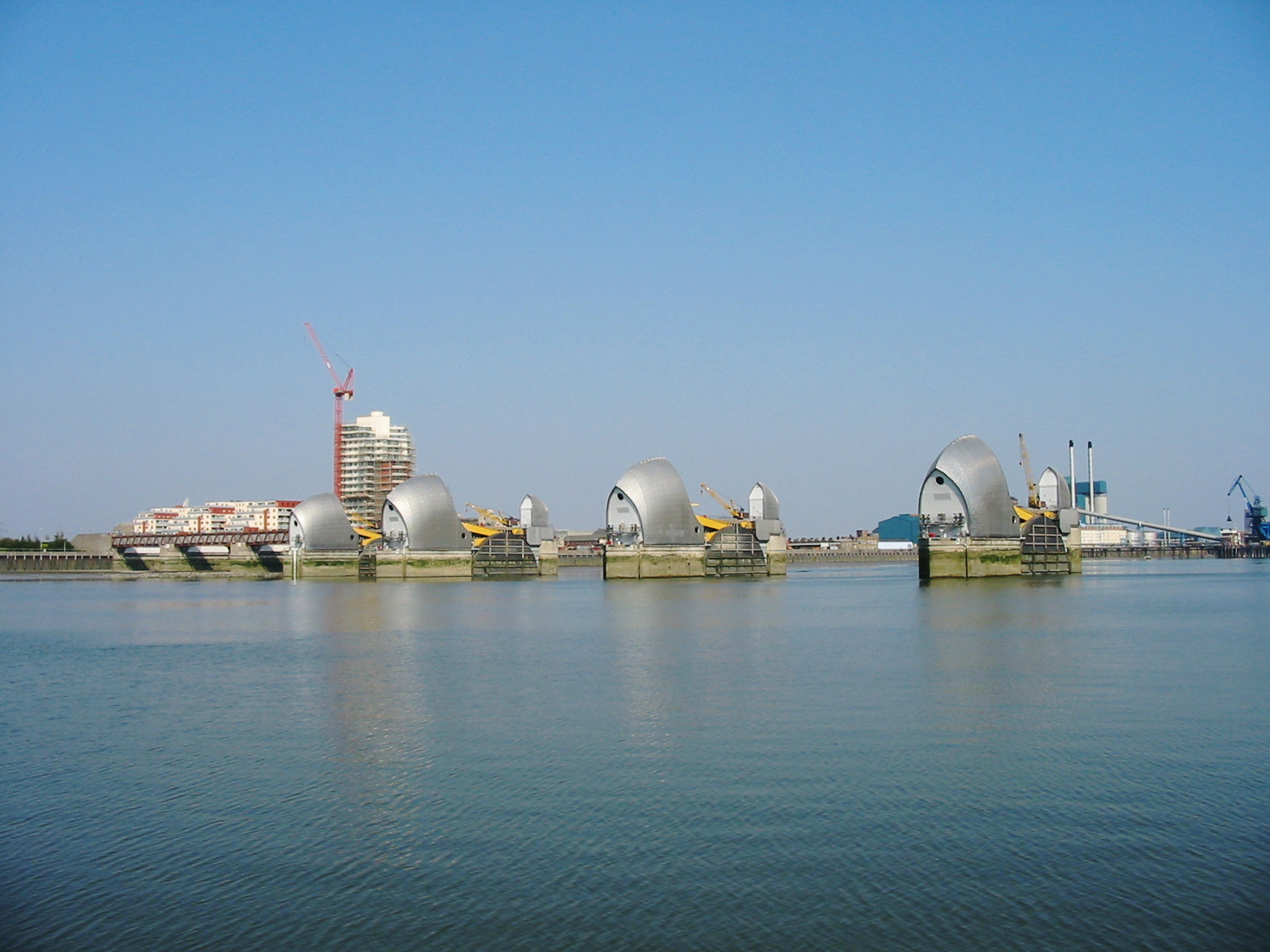
Thames Barrier

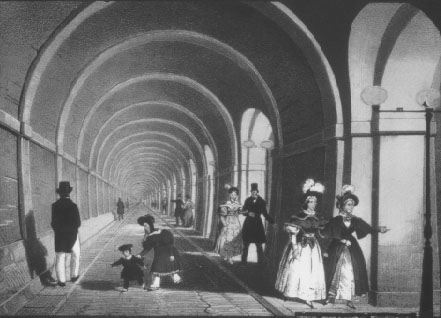
Thames Tunnel in het midden van de 19e eeuw

- voorgestelde Thames Gateway Bridge, oorspronkelijk gepland tussen 2009 en 2013 om Beckton met Thamesmead te verbinden, afgelast in november 2008
- Crossrail-tunnel (2014)
- Docklands Light Railway tunnel (tussen de stations King George V en Woolwich Arsenal)
- Woolwich Foot Tunnel (1912)
- Woolwich Ferry (vóór 1308)
- Thames Barrier (inclusief een servicetunnel voor personeel)
- Emirates Air Line (kabelbaan tussen Greenwich Peninsula en Royal Victoria Dock, 2011)
- Millennium Dome electricity cable tunnel
- voorgestelde Silvertown Link (brug of tunnel om de Blackwall Tunnels te ontlasten)
- Jubilee Line tunnels (tussen North Greenwich en Canning Town; 1999)
- Blackwall Tunnels (Alexander Binnie, 1897; tweede tunnelbuis 1967)
- Jubilee Line tunnels (tussen Canary Wharf en North Greenwich; 1999)
- Docklands Light Railway tunnel (tussen Island Gardens en Cutty Sark; 1999)
- Greenwich foot tunnel (Alexander Binnie, 1902)
- Jubilee Line tunnels  (tussen Canada Water en Canary Wharf; 1999)
- Canary Wharf - Rotherhithe Ferry
- Rotherhithe Tunnel (Maurice Fitzmaurice, 1908)
- Thames Tunnel (Wapping to Rotherhithe Tunnel) (Marc Brunel, 1843; 's werelds eerste tunnel onder water, sinds 1869 onderdeel van de East London Line)

## Central London
- Tower Bridge (1894)

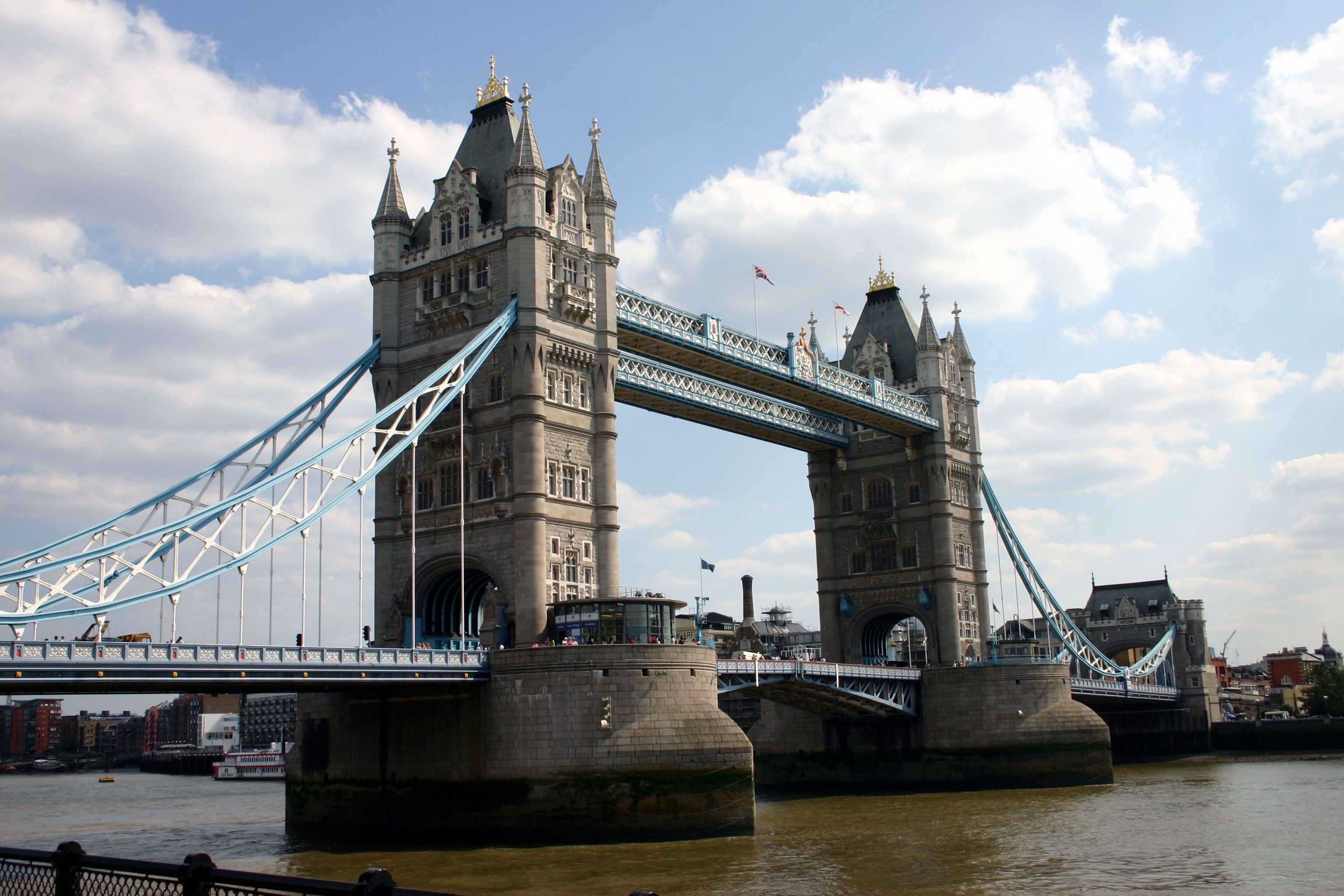
Tower Bridge

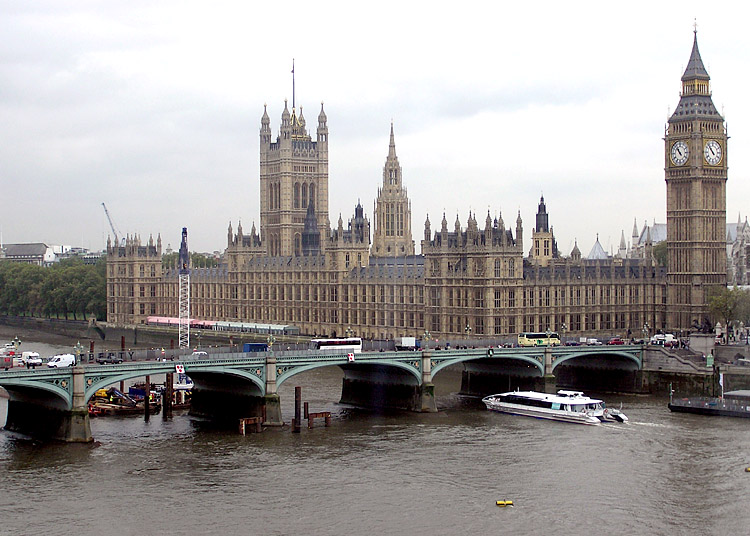
Westminster Bridge

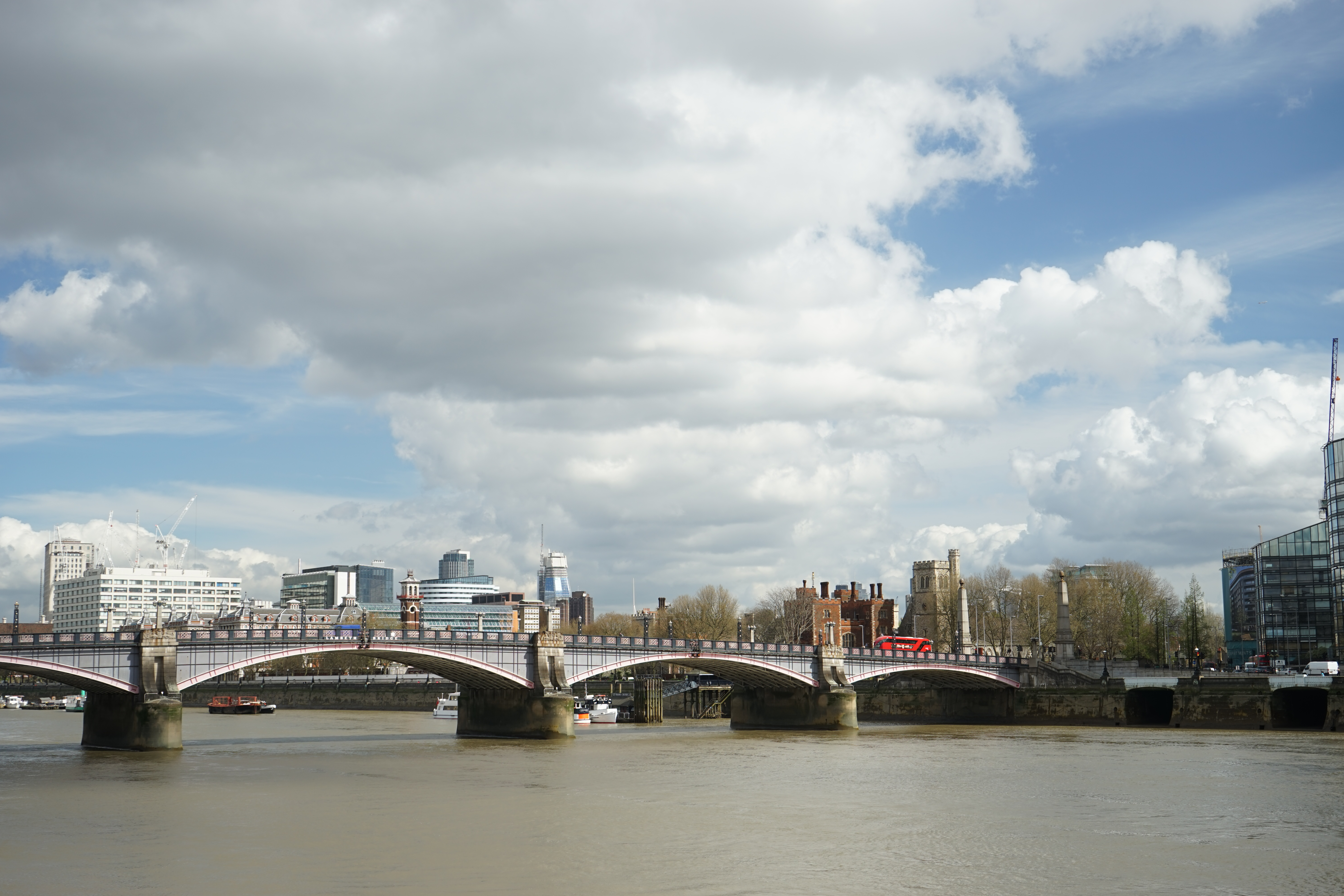
Lambeth Bridge

- Tower Subway (Peter W. Barlow en James Henry Greathead; 1870. De eerste ondergrondse metrolijn, nu gebruikt als tunnel voor waterleidingen en telefoonkabels en niet toegankelijk voor het publiek)
- Northern Line (City branch) tunnels (tussen station London Bridge en Bank; 1900)
- London Bridge (1973)
- City & South London Railway tunnels (de oorspronkelijke kruising over de Theems van deze spoorwegmaatschappij tussen Borough en King William Street; 1890. Verlaten in 1900 toen de Northern Line City branch tunnels werden geopend in een nieuw alignement)
- Cannon Street Railway Bridge (1982)
- Southwark Bridge (1921)
- Millennium Bridge (voetgangersbrug, 2002)
- Blackfriars Railway Bridge (1886)
- Blackfriars Bridge (1869)
- Waterloo & City Line tunnels (tussen Waterloo en Bank; 1898)
- Waterloo Bridge (1945) (de "women's bridge")
- Northern Line (Charing Cross branch) tunnels (tussen Waterloo en Embankment; 1926)
- Hungerford Footbridges (Golden Jubilee Bridges) (2002)
- Charing Cross (Hungerford) Bridge (spoorbrug, 1864)
- Bakerloo Line tunnels (tussen Waterloo en Embankment; 1906)
- Jubilee Line tunnels (tussen Waterloo en Westminster; 1999)
- Westminster Bridge (1862)
- Lambeth Bridge (1932)
- Vauxhall Bridge (Alexander Binnie) (1906)
- Victoria Line tunnels (tussen Vauxhall en Pimlico; 1971)
- Grosvenor Bridge (Victoria Railway Bridge) (1859)

## Zuidwest Londen
- Chelsea Bridge (1937)
- Albert Bridge (1873)

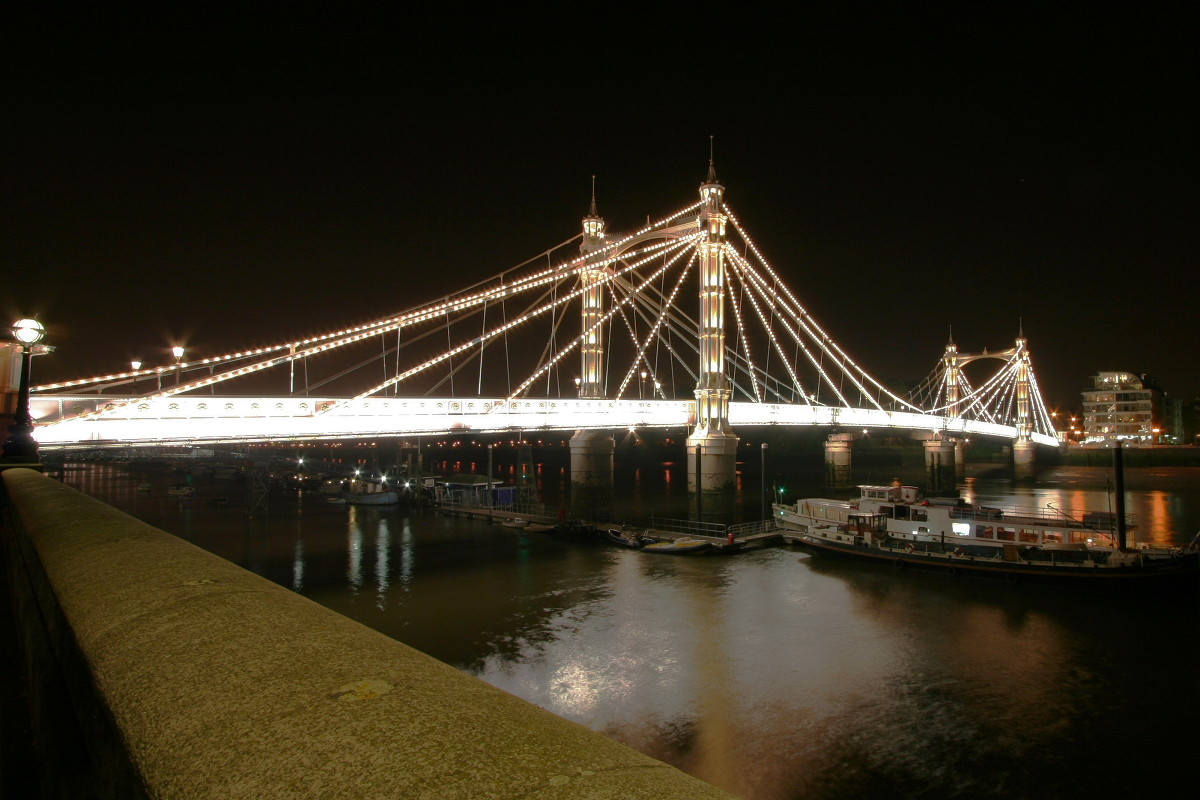
Albert Bridge

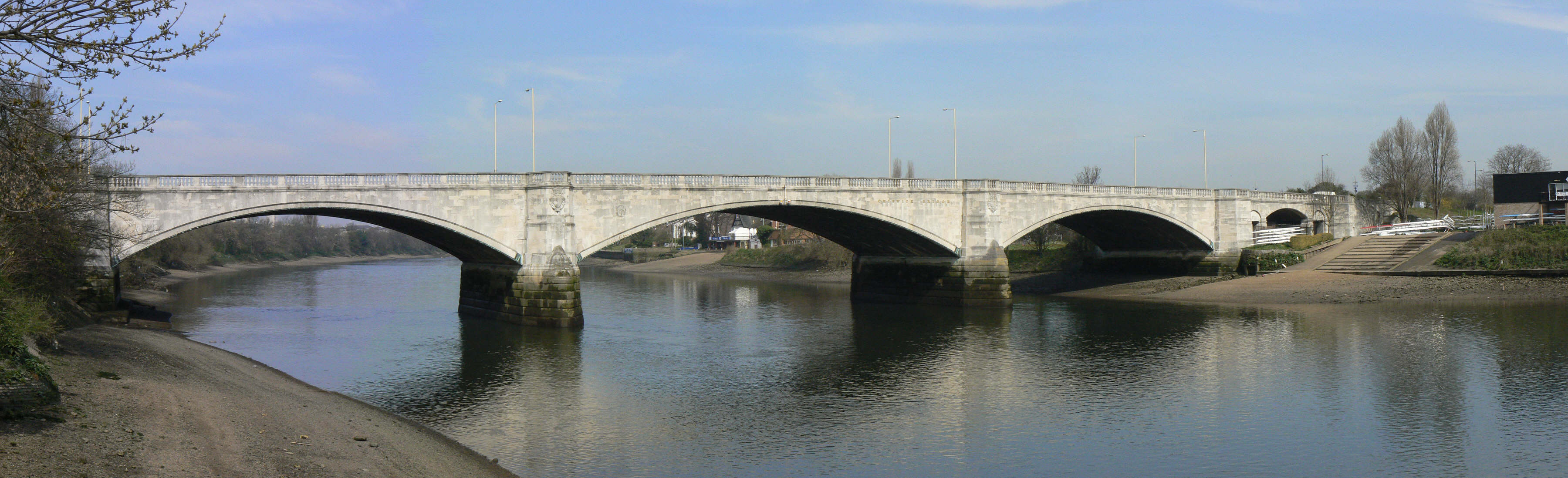
Chiswick Bridge

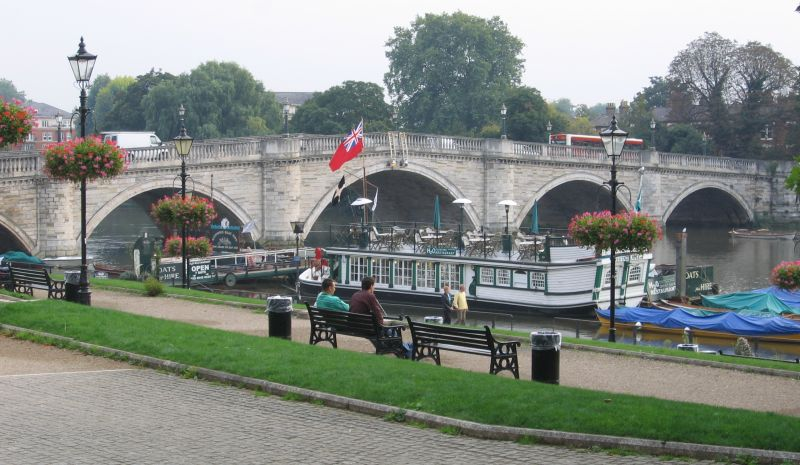
Richmond Bridge

- Battersea Bridge (Joseph Bazalgette, 1890) (Henry Holland, 1771)
- Battersea Railway Bridge (1863)
- Wandsworth Bridge (1938)
- Fulham Railway Bridge en voetgangersbrug (1889)
- Putney Bridge (Joseph Bazalgette, 1886)  (Phillips & Ackworth, 1729)
- Hammersmith Bridge (Joseph Bazalgette, 1887)
- Barnes Railway Bridge en voetgangersbrug (1849)
- Chiswick Bridge (1933)
- Kew Railway Bridge (1869)
- Kew Bridge (John Wolfe-Barry, 1903)
- Richmond Lock and Footbridge (1894)
- Twickenham Bridge (1933)
- Richmond Railway Bridge (1848)
- Richmond Bridge (1777)
- Hammerton's Ferry (F) (Marble Hill Twickenham naar Ham House)
- Teddington Lock Footbridge
- Kingston Railway Bridge (1863)
- Kingston Bridge (1828)
- Hampton Court Bridge (1933)
- Hampton Ferry (F) (naar Hurst Park, East Molesey, 1519)

## Londen totWindsor
- Walton Bridge (1953 en 1999)
- Shepperton to Weybridge Ferry (F)
- Chertsey Bridge (1785)
- M3 Chertsey Bridge (1971)
- Staines Railway Bridge (1856)
- Staines Bridge (1832)
- M25 Runnymede Bridge (Edwin Lutyens, 1961; verbreed 1983 en 2005)
- Albert Bridge (1928)
- Victoria Bridge (1967)
- Black Potts Railway Bridge (1892)
- Windsor Bridge (1824)
- Windsor Railway Bridge (Isambard Kingdom Brunel, 1849)
- Queen Elizabeth Bridge (1966)

## Windsor totReading
- Summerleaze Footbridge (1992)

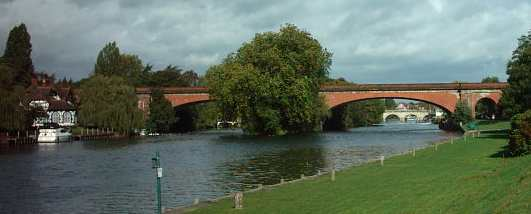
Maidenhead Railway Bridge

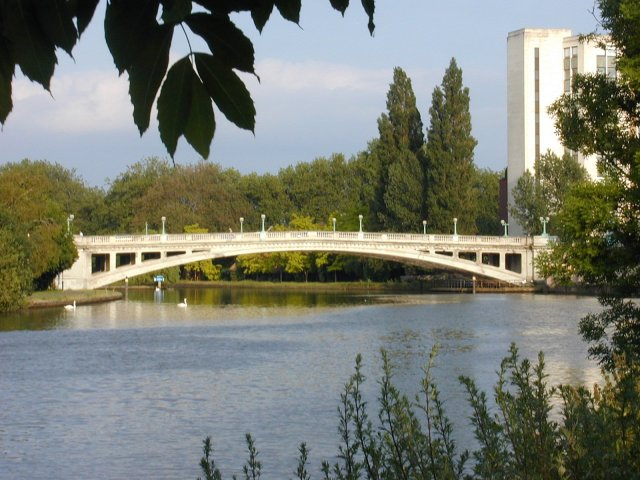
Reading Bridge

- M4 Thames Bridge (Maidenhead) (inclusief voetgangersbrug) (1961)
- Maidenhead Railway Bridge (Isambard Kingdom Brunel, 1838)
- Maidenhead Bridge (1777)
- Cookham Bridge (1867)
- Bourne End Railway Bridge (1895; inclusief voetgangersbrug)
- Marlow By-pass Bridge (1972)
- Marlow Bridge (William Tierney Clark, 1832)
- Temple Footbridge (1989)
- Hambleden Lock (inclusief voetgangersbrug)
- Henley Bridge (1786)
- Shiplake Railway Bridge (1897)
- Sonning Bridge (c.1775) & Sonning Backwater Bridges (1986)
- Caversham Lock (inclusief voetgangersbrug)
- Reading Bridge (1923)
- Caversham Bridge (1926)

## Reading totOxford

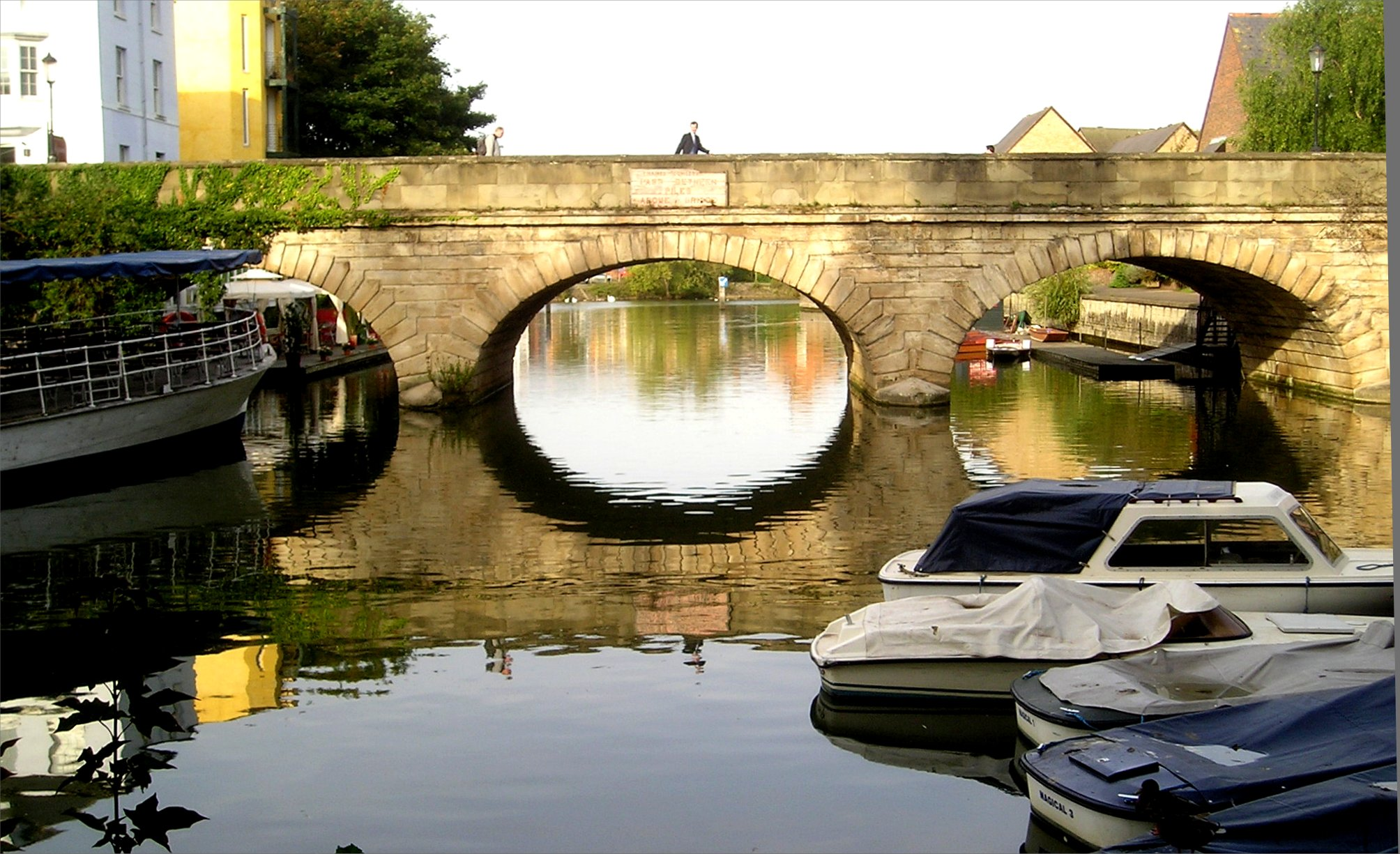
Folly Bridge, Oxford

- Reading Festival Bridge (2008, een tijdelijke brug voor het Reading Festival)
- Whitchurch Bridge (1902, een tolbrug van Whitchurch-on-Thames naar Pangbourne)
- Gatehampton Railway Bridge (Isambard Kingdom Brunel, 1838)
- Goring and Streatley Bridge (1923)
- Moulsford Railway Bridge (Isambard Kingdom Brunel, 1838)
- Winterbrook Bridge	(1993)
- Wallingford Bridge (1809)
- Benson Lock (inclusief voetgangersbrug)
- Shillingford Bridge (1827)
- Little Wittenham Bridge
- Day's Lock (inclusief voetgangersbrug)
- Clifton Hampden Bridge (George Gilbert Scott,1867)
- Appleford Railway Bridge (1929)
- Sutton Bridge
- Culham Bridge (over Swift Ditch, een zijtak en een voormalige hoofdgeul van de Theems nabij Abingdon)
- Abingdon Bridge (1416)
- Abingdon Lock (inclusief voetgangersbrug)
- Nuneham Railway Bridge (1929)
- Kennington Railway Bridge (1923)
- Isis Bridge (1962)
- Donnington Bridge (1962)
- Folly Bridge (1827)
- Oxford Footbridge
- Osney Footbridge
- Osney Rail Bridge
- Osney Bridge (1885)

## Oxford totCricklade
- Medley Footbridge (1865)
- Godstow Bridge (1792)
- A34 Road Bridge
- Swinford Toll Bridge (1777)

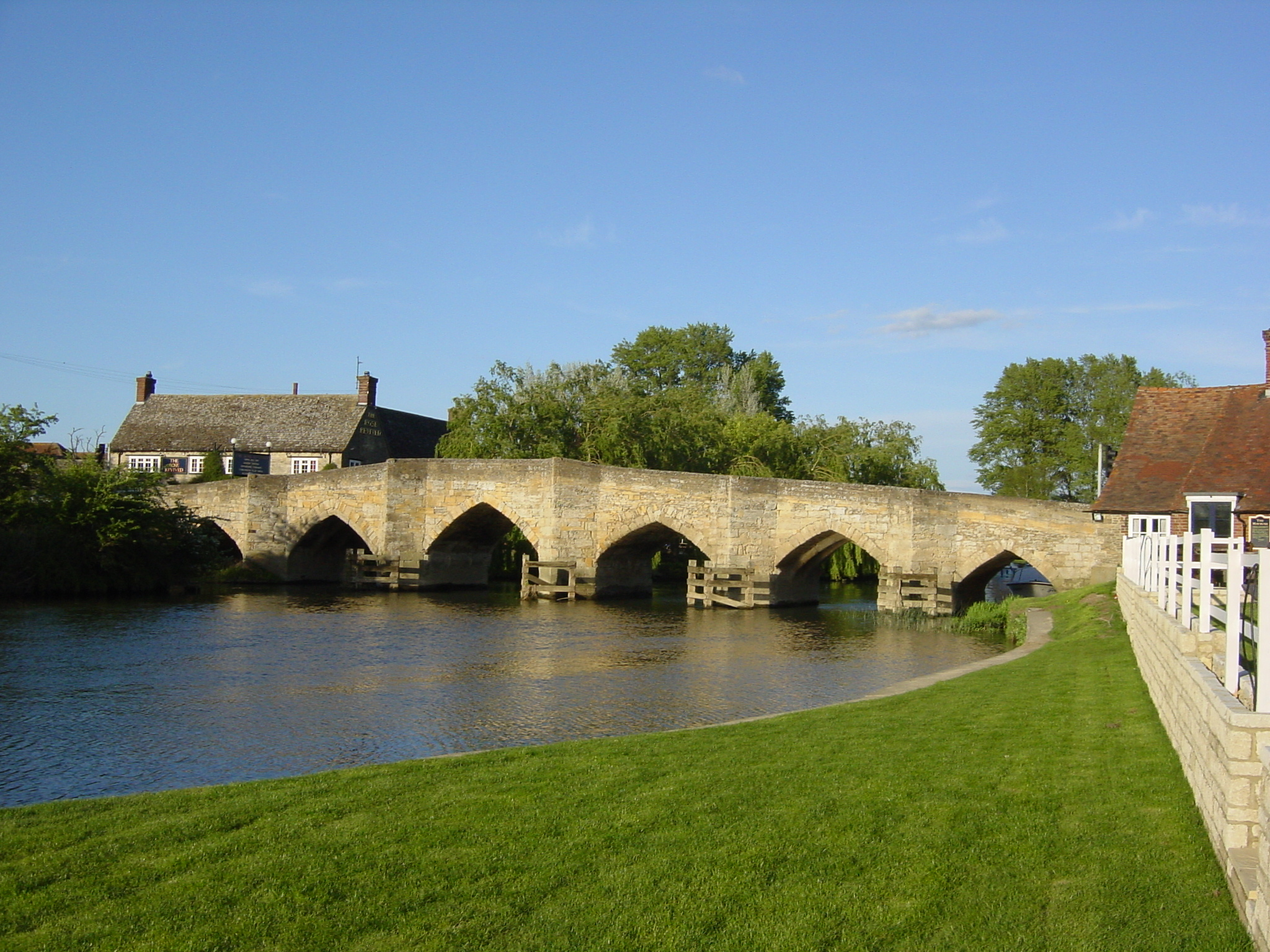
Newbridge in het platteland van Oxfordshire

- Pinkhill Lock (inclusief voetgangersbrug)
- Hart's Weir Footbridge (1879)
- Newbridge (13e eeuw)
- Tenfoot Bridge
- Shifford Cut voetbrug en voorde bij Duxford
- Tadpole Bridge
- Old Man's Bridge (1868)
- Radcot Bridge (1787)
- Eaton Footbridge (1936)
- Bloomers Hole Footbridge (2000)
- St. John's Bridge (1886)
- Halfpenny Bridge (James Hollingworth, 1792) - het begin van de bevaarbare rivier
- Hannington Bridge
- Castle Eaton Bridge
- Water Eaton House Bridge
- Eysey Footbridge
- A419 Road Bridge (Ermin Way)
- Cricklade Town Bridge

## Voorbij Cricklade
- Waterhay Bridge
- High Bridge (Ashton Keynes)
- Three Bridges (Ashton Keynes)
- Naamloze brug
- Neigh Bridge
- Naamloze brug
- Parker's Bridge (Ewen)
- A429 Road Bridge
- A433 Road Bridge (Fosse Way)